# Yandel
Llandel Veguilla Malavé, conhecido como Yandel (nascido em 14 de janeiro de 1977 em Cayey) é um cantor porto-riquenho, artista de reggaeton, em 1998–2013, foi membro da banda Wisin & Yandel. Ele trabalha com artistas como: Daddy Yankee, Don Omar, Farruko, Future. Seu segundo álbum de estúdio solo, De Lider a Leyenda, foi lançado em novembro de 2013 e recebeu uma certificação Ouro (Latino) pela RIAA em 2014.
Sua esposa é Enderis Espada Figueroa, com quem ele tem dois filhos: Adrian e Derka. Ele tem um irmão mais novo, Gadiel, que também é cantor.
Em 2003, ele apareceu no filme Mi Vida ... My Life.

## Discografia
- Quien Contra Mi (2003)
- De Lider A Leyenda (2013)
- De Lider A Leyenda: Legacy Tour (2014)
- Dangerous (2015)
- Update (2017)
- The One (2019)
- ¿Quién Contra Mí 2? (2020)

## Filmografia
- 2003: Mi Vida ... My Life como ele mesmo